# Весобрунська молитва
Весобрунська молитва (нім. Wessobrunner Gebet, Wessobrunner Schöpfungsgedicht) — поетичний твір, написаний давньоверхньонімецькою мовою. Це найстаріша християнська поема німецької літератури, що дійшла до наших днів.

## Походження
Твір отримав свою назву від Вісобрунського абатства, Бенедиктинського монастиря в Баварії, який протягом століть був сховищем для рукопису. Наразі зберігається у Баварській державній бібліотеці в Мюнхені.
Вважається, що твір був створений близько 790 року або раніше, тоді як уцілілий рукопис датується приблизно 814 роком. Автор віршів невідомий, проте зі змісту та кількох мовних ознак видається дуже ймовірним, що він був створений згідно з англо-саксонською моделлю для використання Християнськими місіями до язичників, що активно велися у Німеччині на той час.
Місце походження рукопису також невідоме. Він не був написаний у Весобруні. Найімовірніше, твір був створений в Аугсбурзі чи у Регенсбурзі.

## Опис
Композиційно твір складається з двох частин: віршований 9-тирядковий фрагмент з алітераціями, у якому автор намагається переконати слухачів, що світ мав початок і був створений єдиною неземною вічною істотою, якою є Бог (це є зрозумілим, оскільки давні германці вірили, що світ вічний, несотворений, а їхні боги не були вічними, а створені, тому не могли бути старшими за світ). У цій частині християнська теорія Створення переплітається з елементами язичницької германської космогонії.
Другою частиною твору є коротка прозова молитва баварською говіркою до Бога Творця з проханням про мудрість, силу та допомогу протистояти злу.